# Sint-Salvatorabdij (Antwerpen)

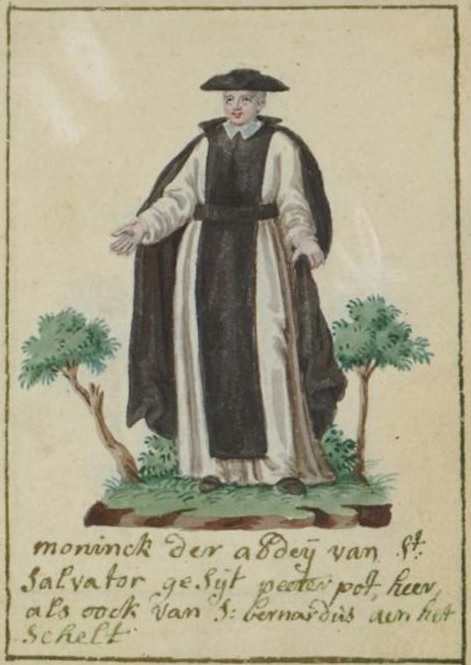
Monnik van de Sint-Salvatorabdij op het einde van de 18e eeuw

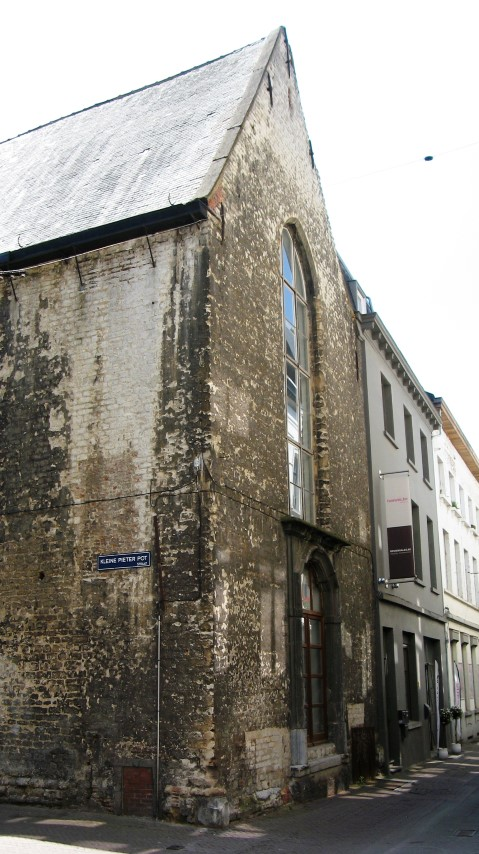
Kapel van de voormalige abdij, Pieter Potstraat

De Sint-Salvatorabdij, ook bekend als de Pieter Potabdij, was een abdij in Antwerpen waarvan de monniken behoorden tot de orde der cisterciënzers. Deze monastieke gemeenschap werd gesticht onder leiding van een prior, op gronden die eigendom waren van Pieter Pot. De laatste was een zakenman uit Dordrecht, die zich in het begin van de 15e eeuw in Antwerpen had gevestigd. Later werd het klooster verheven tot abdij, en werd opgeheven tijdens de Franse periode, waarbij de monniken verjaagd werden. De voormalige conventsgebouwen werden in 1797 openbaar verkocht en omgevormd tot woonhuizen. Enkel de kapel is bewaard gebleven. De Grote en Kleine Pieter Potstraat zijn genoemd naar de stichter van deze abdij.

## Geschiedenis
Pieter Pot was een rijk zakenman, afkomstig uit Dordrecht, die zich in 1418 te Antwerpen had gevestigd. Op een deel van zijn erf bouwde hij van 1433 af een kapel, toegewijd aan Sint-Salvator, waarbij een aalmoezenhuis werd gevoegd. In 1445 werd het aalmoezenhuis opgedragen aan de cisterciënzer- of Bernardijnenorde om er een klooster te stichten dat het liefdadigheidswerk zou verderzetten. Zo ontstond de zogenaamd Sint-Salvator- of Pieter Potpriorij, die werd ingehuldigd in 1447, en twee jaar later al vergroot. Pieter Pot, die in 1450 overleed, werd samen met zijn vrouw in de kapel begraven. Hun graftombe werd tijdens de beeldenstorm vernield. In 1581 werden de kapel en het klooster in beslag genomen door het Calvinistisch bewind, leeggehaald en ingericht als stapelplaats voor het leger. Kort daarop werd een nieuwe straat getrokken door het erf van het klooster. Toen de kloosterlingen weer in het bezit kwamen van hun goed lieten zij de straat bestaan, die de Kleine Pieter Potstraat genoemd werd. De kapel werd in 1591 hersteld en heringericht. In 1652 werd het klooster tot abdij verheven. Tijdens de Franse periode werd het klooster openbaar verkocht en omgevormd tot woonhuizen. Alleen de kapel, bekend als de Pieter Potkapel, is bewaard gebleven, hoewel de toren in 1802 werd gesloopt.

## Bekende cisterciënzers uit de Sint-Salvatorabdij
- Gaspar Jongelincx (1605-1669). Hij trad hier in de orde der cisterciënzers circa 1624, en stierf er in 1669.

## Bestuur

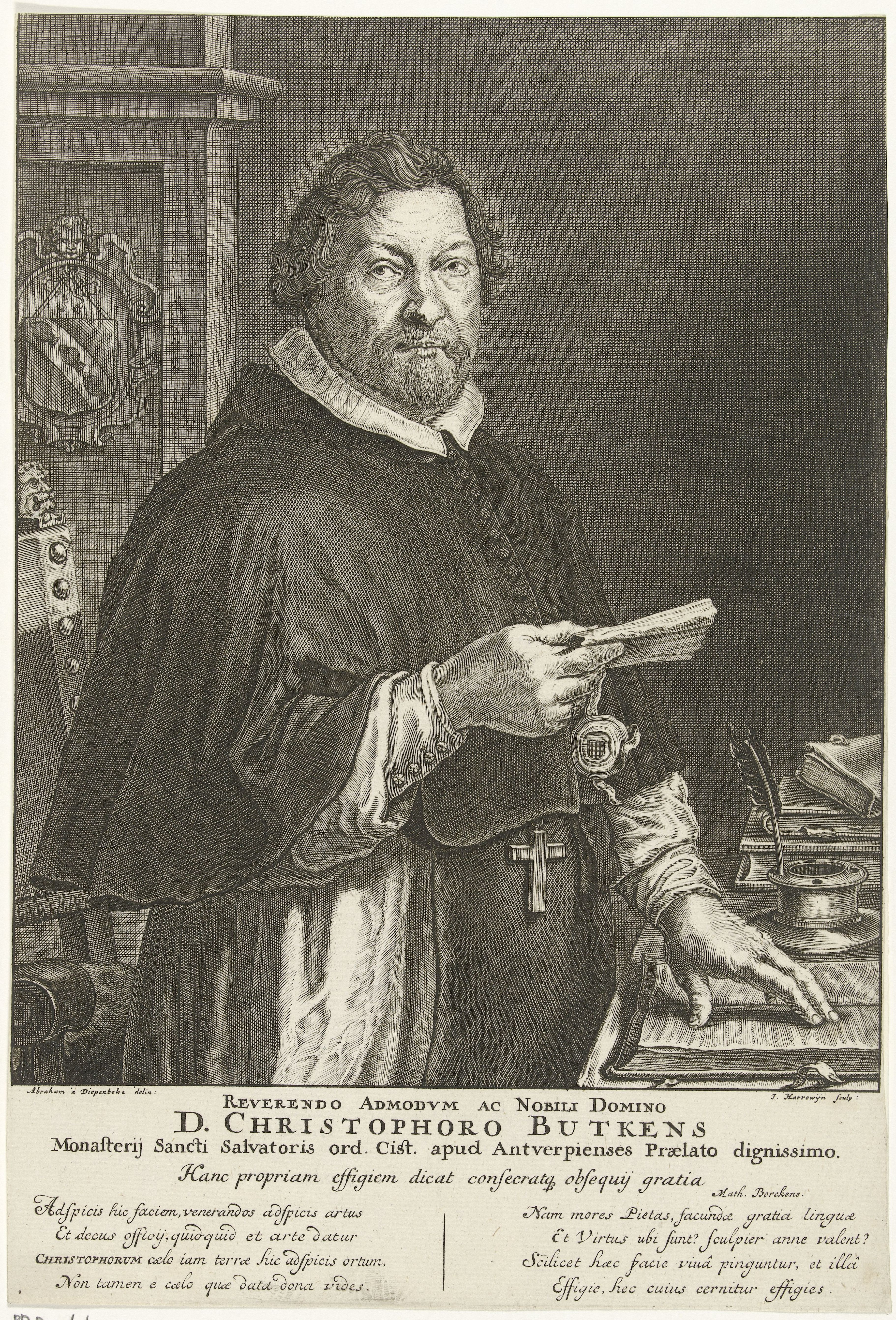
Christophorus Butkens gold als laatste prior, voor de verheffing tot abdij
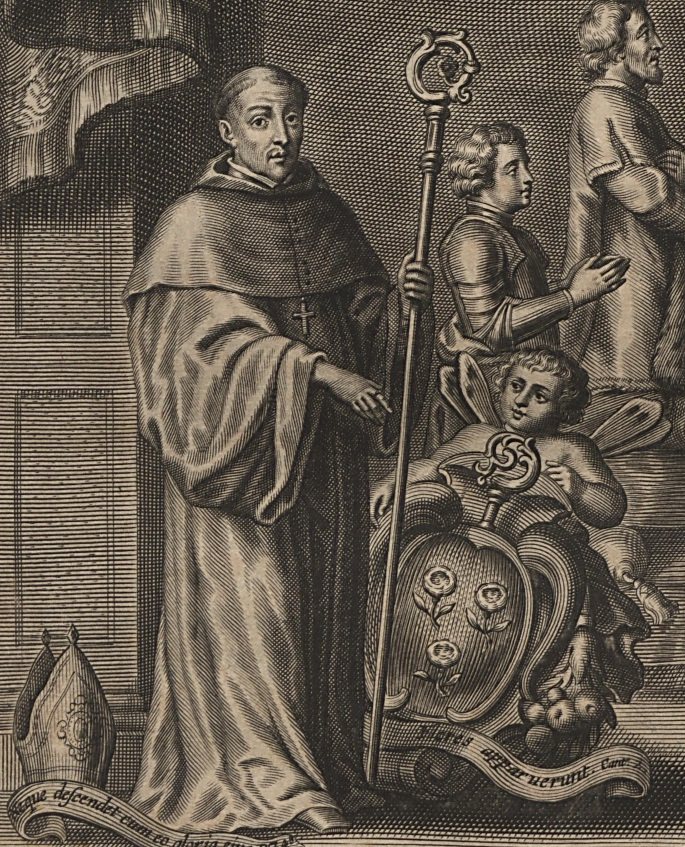
Benedictus Blommaert, 2e abt koos als toepasselijke spreuk: Flores Apperverunt
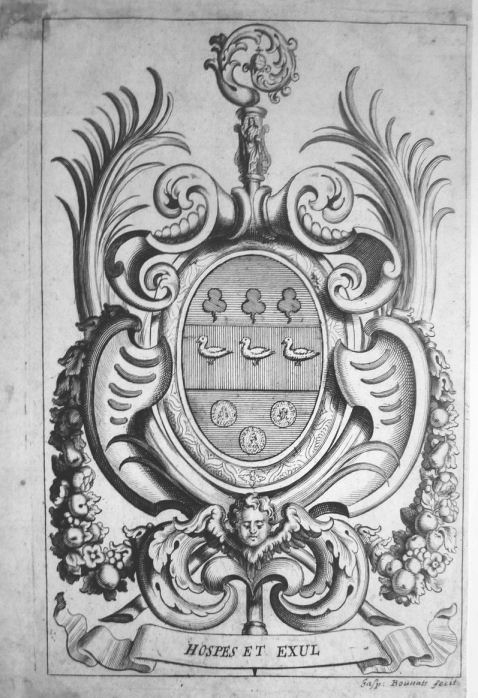
Wapenschild van abt Weerts

### Priors
1. Petrus van Catwijck (+ 1476)
2. Jacobus van Borselen (+ 1483)
3. Thomas Merchel (+ 1501)
4. Joannes Goens (+ 1506)
5. Franciscus Hermans (+ 1536)
6. Judocus vander Haeghen (+ 1553)
7. Everardus Bacx (+ 1579)
8. Joannes van Mechelen (+ 1582)
9. Joannes de Samillan (+ 1610)
10. Henricus van der Heyden (+ 1647)
11. Philippus van Boonem (+ 1631)
12. Christophorus Butkens (+ 1650)

### Abten
Na de verheffing tot abdij in 1652, met approbatie van de abt-generaal in Citeaux, werden er abten verkozen wiens abbatiaat duurde tot hun overlijden. Deze ongemijterde abten hadden een wapenspreuk.
|         |                      | abbatiaat | Spreuk                  |
| ------- | -------------------- | --------- | ----------------------- |
| 1e abt  | Petrus Spers         | 1650-1654 | ut potiar patior        |
| 2e abt  | Benedictus Blommaert | 1654-1668 | Flores apperuerunt      |
| 3e abt  | Franciscus Diericxk  | 1668-1688 | Dominvs providebet      |
| 4e abt  | Anselmus Boels       | 1688-1695 | Non invideo             |
| 5e abt  | Bernardus Weerts     | 1695-1707 | Hospes et Exvl          |
| 6e abt  | Petrus Van Can       | 1707-1730 | in virtute et iustitiae |
| 7e abt  | Bernardus Danielsens | 1730-1731 | Devm Desidero           |
| 8e abt  | Johannes Depester    | 1731-1755 | Fungite florescent      |
| 9e abt  | Petrus de Laet       | 1755-1774 | odore et splendore      |
| 10e abt | Petrus Van de Perre  | 1774-1801 | zelo et constantia      |